# Dill Scallion
Dill Scallion é um falso documentário produção independente lançado em 1999 que segue a trajetória do suposto cantor de country, Dill Scallion, interpretado por Billy Burke. O filme foi escrito e dirigido por Jordan Brady, e seu elenco continha várias outras estrelas, como Lauren Graham, Kathy Griffin, Drake Bell, Jason Priestley, e os cantores LeAnn Rimes e Travis Tritt, que interpretavam eles mesmos.

## Elenco
- Billy Burke .... Dill Scallion
- Lauren Graham .... Kristie Sue
- Kathy Griffin .... Tina
- David Koechner .... Bubba Pearl
- Henry Winkler .... Larry Steinberg
- Jason Priestley .... Jo Joe Hicks
- Drake Bell .... Eugene Bob